# Metopius insularis
Metopius insularis là một loài tò vò trong họ Ichneumonidae.